# Plundringen av Magdeburg

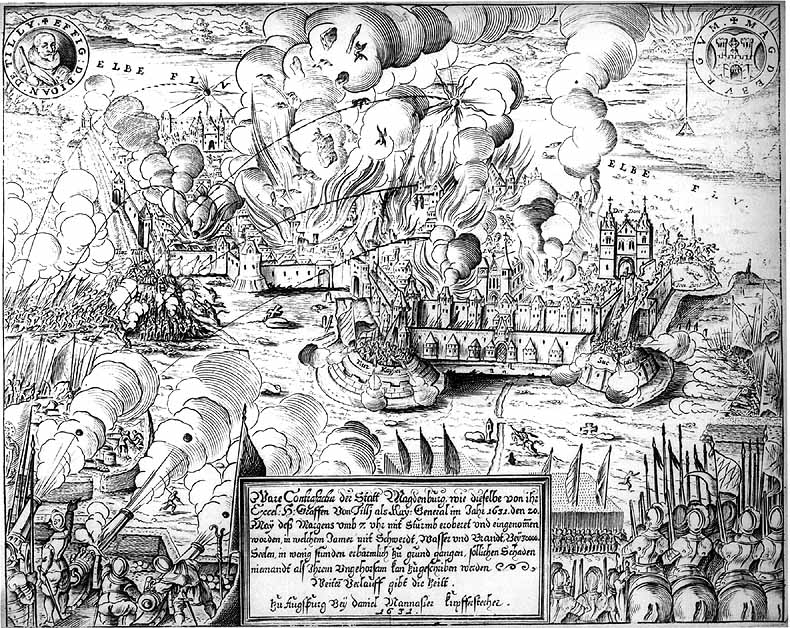
Plundringen av Magdeburg, kopparstick av D. Manasser, 1632.

Plundringen av Magdeburg eller Magdeburgska bröllopet (tyska: Magdeburger Hochzeit) den 20 maj 1631 innebar att den protestantiska tyska staden Magdeburg stormades och plundrades av styrkor från Tysk-romerska riket och Katolska ligan. Händelsen, som var en del av det trettioåriga kriget, ledde till att den större delen av Magdeburgs befolkning dog (endast cirka 5 000 av 25 000 invånare beräknas ha överlevt) och att nästan hela staden förstördes i en våldsam brand.

## Bakgrund
Den svenske kungen Gustav II Adolf landsteg i juni 1630 i norra Tyskland inför sitt fälttåg på tysk mark. Magdeburg hade en stor betydelse för krigets fortsättning då staden behärskade övergången över Elbe. Norr om staden fanns vid denna tid nämligen ingen bro över floden. Magdeburg var för Gustav Adolf själva nyckeln till Elbe och en "utfallsport", som han själv uttryckte det, åt det rika sydvästra Tyskland. För motståndarsidans befälhavare Tilly gällde det istället att här skära av svenskarna från vägen till det urkatolska Sydtyskland och att själv skaffa sig en viktig stödjepunkt och förrådsplats för fortsättningen av kriget.
I Magdeburg hoppades markgreven Christian Wilhelm av Brandenburg, som även räknade sig till ärkebiskopsstiftets administratörer men år 1627 hade avsatts av domkapitlet, att genom en förbindelse med svenskarna kunna sätta sig i besittning av stiftet. Han stödde sig på en del av stadens borgerskap, som å sin sida ville få tillbaka värdigheten som riksstånd. Christian Wilhelm lyckades även få det protestantiska prästerskapets stöd för sina planer.
Staden Magdeburg slöt den 1 augusti 1630 förbund med Gustaf II Adolf. På den svenske kungens uppdrag infann sig hans hovmarskalk Dietrich von Falkenberg den 19 oktober i Magdeburg för att leda stadens försvar mot de kejserliga styrkorna. Förklädd lyckades Falkenberg smyga sig förbi de fientliga poster som bevakade Magdeburg och komma in i staden. Han insåg dock snart att försvarsmedlen var fullständigt otillräckliga. Man hade inga pengar och endast 400 man. Falkenbergs rapporter förmådde dock inte kungen att rycka fram ända till Elbe. Vägen till Magdeburg gick för kungen genom Brandenburg och Sachsen. Båda dessa stater var protestantiska och deras kurfurstar var protestanter. Ändå sade de nej när Gustav Adolf begärde att få föra sin undsättningshär genom deras länder. Gustav Adolf hade bland annat gått i vägen för sin svåger Georg Vilhelm av Brandenburg då han tillförsäkrade sig besittningen av Pommern.

## Stormningen
Den kejserlige fältmarskalken Pappenheim uppenbarade sig den 15 december utanför Magdeburg och tvingade de fåtaliga trupper som Dietrich von Falkenberg hade till stadens yttre försvar att ge sig. Falkenberg hade totalt 2 400 soldater. På fiendesidan kunde Tilly å sin sida sätta 24 000 man i rörelse. Magdeburgs fästningsverk var förfallna och i ofullständigt skick. För att besätta dem skulle hela borgerskapet knappt ha räckt till. Dietrich von Falkenberg beslutade dock att, istället för att ge sig, samla en del av invånarna i en hemligt försvarspakt.
Den 18 maj förkunnade den kejserlige trumpetaren för stadens råd att stormningen skulle ske natten till den 20. Falkenberg ansträngde sig under den 19 maj att förhindra varje avgörande från rådets sida. Först när fristen för en kapitulation hade löpt ut kastade han sig med några få trupper emot de stormande fienderna och blev själv ihjälskjuten. Under stormningen hade Pappenheim av taktiska skäl beordrat att sätta fyr på några hus. Detta, tillsammans med nya bränder som orsakades av eldstrider i staden, gjorde att snart härjades nästan hela staden av eld. På olika håll i staden sågs eldpelare stiga upp mot himlen. Häftiga vindstötar, som snart växte till stormbyar, kastade lågorna från hus till hus. Efter några timmar var hela staden insvept i eld och rök. Tilly försökte ordna ett brandförsvar men lyckades bara rädda domkyrkan och kvarteret runt Nuer Markt. Resultatet blev att en stor del av staden förstördes. När Tilly efter eldsvådans slut kom till domkyrkan – en av få byggnader som hade klarat sig undan lågorna – för att hålla tacksägelsegudstjänst fann han ett tusental kvinnor och barn som sökt sin räddning i kyrkan. Tilly lät dela ut bröd åt dem och släppte dem fria.
En omfattande plundring påbörjades från de kejserliga styrkornas sida, under brutala former. De segrande soldaterna – varav många var kroater och polacker – hade sedan månader tillbaka inte fått någon sold och i veckor levt på enbart vatten och bröd, och tog nu för sig av sitt byte.
Plundringen av privata bostadshus ledde i förlängningen till tortyr och våldtäkter.
Vilken sida som var ansvarig för branden är oklart. Från kejserligt håll anklagade man Falkenberg för att ha låtit sätta eld på staden och använde händelsen för att varna alla protestantiska städer för vänskapliga förbindelser med "de svenska barbarerna och mordbrännarna". Protestanterna anklagade däremot Pappenheim för att ha gett befallning om att sticka staden i brand.

## Förluster
Av Magdeburgs cirka 25 000 invånare beräknas cirka 5 000 ha överlevt händelsen. De flesta av de avlidna kvävdes eller brändes till döds i branden. Cirka 1 700 av stadens 1 900 byggnader förstördes av elden.

## Följder
Ingen händelse under hela trettioåriga kriget satte till den grad satt sinnena i svallning som Magdeburgs förstöring. Det var en händelse som till och med under denna krigshärjade epok väckte uppseende och förfäran.
Från katolskt och kejserligt håll spreds flygblad om Magdeburgs "välförtjänta straff enligt Guds rättvisa dom", och protestanterna hånades i dikter om "die alte Magd" (den gamla jungfrun), som vägrat kejsaren en dans men nu i stället måste dansa med den gamle knekten. Från protestantiskt håll sparades inte heller på flygskrifter med gräsliga skildringar av de katolska truppernas framfart i staden. En av klagovisorna över Magdeburgs fall påstås vara författad av "Jeremias von Klageburg" och tryckt i "Thränenburg" (Tårarnas borg).
En stark oro grep protestanterna i Nordtyskland. Inte enbart på grund av den grymma krigföringen, som helt och hållet tillskrevs katolikerna, utan ännu mer till följd av brytandet av religionsfreden i Augsburg, något som kejsaren och ligan nu ansågs vara inställda på. De röster som hittills höjts mot Gustav II Adolfs inblandning i de tyska angelägenheterna tystnade. Kurfurstarna av Brandenburg och Sachsen gav vika och den svenske kungen kunde inta en ledarroll för den protestantiska sidan i trettioåriga kriget, som nu hade gått in i sitt så kallade svenska skede.